# Flakpanzer I

Flakpanzer I cùng kíp chiến đấu, Flakpanzer I được cải trang theo màu tuyết

Flakpanzer I là tên một loại pháo phòng không tự hành lắp ráp trên thân Panzer I và là một trong những loại vũ khí hiếm mà Đức Quốc xã từng sản xuất để tham chiến trong thế chiến II.Tên chính thức của nó là Sd.Kfz.101 (Phương tiện có mục đích đặc biệt số 101).

## Lược sử phát triển
Flakpanzer I được phát triển trong thời gian trận chiến nước Pháp khi các tướng lĩnh Đức nhận thấy rằng các khẩu pháo phòng không không bao giờ được bảo vệ kỹ lưỡng.Lực lượng Waffenamt quyết định kết hợp giữa pháo phòng không hạng nhẹ và thân tăng Panzer I.Khung tăng Panzer I được sử dụng đơn giản là vì nó rẻ và dễ sản xuất.Việc sản xuất và nâng cấp được giao cho nhà máy Stoewer.
Có tất cả 24 pháo phòng không loại này được phát triển.Trong quá trình nâng cấp-phát triển phần cấu trúc trước và hoàn thiện phần bọc ngăn động cơ nhưng số cải tiến này bị lược bỏ nhằm tạo ra nhiều chỗ trống hơn.Để cân bằng sức nặng của Flakpanzer I phần giáp trước được di chuyển lên phía trước 18 mm.Phần cánh treo ở hai bên được bọc bằng một lớp phiến sắt mỏng nên rất dễ bị bắn nát.Khi hoạt động chúng uốn lại xuống phía dưới để giữ nguyên thăng bằng cho pháo phòng không.Để tạo ra thêm chỗ trống trong xe tăng(vì Panzer I là một chiếc xe tăng khá nhỏ), phần radio và điện đàm bị gỡ bỏ, việc liên lạc được giao cho bộ binh cầm.Vũ khí chính của xe là pháo phòng không FlaK 38, bộ binh cầm pháo được trang bị súng trường Karabiner 98k.Để dễ đi vào xe pháo phòng không, khẩu pháo phòng không FlaK 38 được di chuyển hơi lệch về phía bên phải.Đạn được chứa dưới ghế của lái tăng và đằng sau người thay đạn.Mặc dù thi hành nhiều biện pháp để tạo ra chỗ trống cho xe nhưng cuối cùng vì tăng Panzer I có chỗ trống quá ít nên một cặp rơ-móc Sonderanhänger 51 được sử dụng.Lượng đạn dự trữ và súng được cất xuống dưới gầm rơ-móc.

## Lịch sử hoạt động
Chỉ có một đơn vị duy nhất là Fla.-Btl.(mot) 614(tiểu đoàn FlaK 614) được trang bị số xe phòng không Flakpanzer I này.Số Flakpanzer I này được lắp ráp vào năm 1941 và được chuyển đến đóng quân tại Romania cùng năm.Từ đó chúng được chuyển đến phần nam thuộc mặt trận phía Đông.Trong quá trình hoạt động, Flakpanzer I có thể bắn hạ được một vài chiếc máy bay nhưng chúng được sử dụng chủ yếu để bắn hạ các mục tiêu ở mặt đất.Vì sự bảo vệ quá mỏng manh của lớp giáp nên số Flakpanzer I thường có số thiệt hại cao.Toàn bộ tiểu đoàn bị giải tán vào năm 1943 trong quá trình trận Stalingrad, mặc dù đa phần chúng đã có thể bị bỏ rơi tại mặt trận hoặc bị phá hủy trước đó.